# Mukazye
Mukazye är ett vattendrag i Burundi.   Det ligger i provinsen Rutana, i den centrala delen av landet, 120 km öster om huvudstaden Bujumbura.
I omgivningarna runt Mukazye växer huvudsakligen savannskog. Runt Mukazye är det ganska tätbefolkat, med 70 invånare per kvadratkilometer.